# Matrix Reloaded
Matrix Reloaded je druhý díl ze série Matrix, sepsané a zrežírované sourozenci Wachowskými. Premiéru měl 15. května 2003, v ČR o týden později, 22. května. Dějovou linku příběhu sleduje počítačová hra Enter the Matrix a soubor devíti animovaných příběhů Animatrix. Přímé pokračování filmu, které se jmenuje Matrix Revolutions, mělo celosvětovou premiéru o půl roku později.

## Děj filmu
Šest měsíců po událostech z prvního dílu, mají Neo a Trinity romantický vztah. Morpheus obdrží zprávu od kapitánky vznášedla Logos, Niobe, že je svolána mimořádná schůze všech siónských lodí. Sión obdržel poslední zprávu ze vznášedla Osiris – celá armáda strojů, sentinelů, si razí pomocí vrtáků cestu k Siónu, přičemž jej dosáhnou do sedmdesáti dvou hodin. Velitel obrany Lock nařizuje, aby se všechny lodě vrátily do Siónu a připravily se na nadcházející bitvu, ale Morpheus požádá, aby jedna loď zůstala venku kvůli případné komunikaci s Vědmou. Též je zjištěno, že agent Smith nebyl z Matrixu odstraněn (ani on sám neví, jak je to možné). Jednoho z posádky vznášedla Caduceus, Banea, nějakým způsobem přemění v dalšího Smithe, díky čemuž nyní může Smith být i mimo Matrix.
Po příletu do Siónu Morpheus všem oznamuje novinu ohledně blížícího se útoku armády strojů. Proto je zde uspořádaná velká párty, jako jakési „poslední povyražení“. Mezitím však Neo obdrží zprávy od Vědmy a vrací se do Matrixu, kde se setkává s jejím tělesným strážcem, Seraphem, a vzápětí i s Vědmou. Po krátké debatě o tom, jestli může Vědmě vůbec věřit, je poslán nalézt Klíčníka, vězně Merovejce. Následně Vědma odchází, ale na scéně se objevuje agent Smith. Vysvětlí Neovi, že nebyl zničen, nýbrž se v Matrixu vyskytla jakási chyba a on se vrátil jako virus se schopností jakéhokoliv člověka připojeného k Matrixu přeměnit v dalšího Smithe. Po krátkém boji, v němž se Smith neúspěšně pokusí přeměnit Nea, je Neo nucen kvůli narůstajícímu počtu Smithů prchnout pryč.
Neo, Morpheus a Trinity navštíví Merovejce (také zvaného Francouz) s prosbou propuštění Klíčníka, ale Merovejec odmítá. Jeho manželka Persephona se za Merovejcovu bývalou nevěru pomstí tím, že trojici zavede ke Klíčníkovi. Merovejec ovšem brzy dorazí i se svými muži a Dvojčaty, proto Morpheus, Trinity a Klíčník uniknou, zatímco Neo bez větší námahy zdrží Merovejce a porazí Dvojčata. Mezitím se v reálném světě Sion připravuje k boji proti strojům. V Matrixu posádka Nebukadnesaru připravuje s posádkou Logu a Klíčníkem plán, jak dostat Nea k samotnému Zdroji Matrixu, kam se dle proroctví má Vyvolený dostat. Onen Zdroj se nachází za dveřmi, které jsou v tajemném patře jedné výškové budovy, kam výtah ani schody nevedou.
Posádka Logu musí zničit elektrárnu, aby zabránila spuštění bezpečnostního alarmu výškové budovy při cestě ke Zdroji. Posádka Logu uspěje, elektrárna vybuchne. Ačkoli Neo požádal Trinity, aby zůstala na Nebukadnesaru, vstupuje do Matrixu s úmyslem chránit Nea, nicméně je napadena agentem Johnsonem. Mezitím se Neo, Morpheus a Klíčník pokoušejí dosáhnout Zdroje, jsou však napadeni Smithem. Klíčník sice umírá, ale Neo je zaveden přímo před dveře ke Zdroji, kam vstupuje. Zde se setkává s Architektem, programem odpovědným za tvorbu Matrixu.
Architekt Neovi vysvětlí, že jakožto Vyvolený je součástí šestého cyklu Matrixu, který je určen k samotnému chodu Matrixu, a to kvůli zastavení havárie systému, která se přirozeně vyskytuje v důsledku konceptu lidské volby (jedno procento lidské populace se brání napojení na Matrix, proto představují pro samotný chod Matrixu obrovskou hrozbu; tito jedinci obvykle končí v Sionu). Stejně jako předešlých pět Vyvolených, Neo si má vybrat mezi dvěma cestami – buď vstoupit do Zdroje a restartovat Matrix, zatímco bude celý Sion vyhuben, a následně vypojit z Matrixu několik lidí, kteří znovu obnoví Sion; anebo se vrátit zpět do Matrixu a tím způsobit nejen zničení Sionu, ale i pád Matrixu a smrt všech připojených lidí, tudíž úplné vyhynutí lidstva. Mezitím je však Trinity postřelena agentem.
Neo vycítí, že Trinity umírá, proto se jí rozhodne zachránit. Volí tedy druhou možnost a vrací se do Matrixu. Architekt se mu jen vysmívá. Neo úspěšně zachrání Trinity tím, že naruší pravidla Matrixu a spektakulárně vytáhne kulku z jejího těla. Následně jsou oba vypojeni z Matrixu. Zde, v reálném světě, je však Nebukadnesar zničen stroji. Neo záhy prokazuje svou novou schopnost, kdy je i v reálném světě schopen zničit stroje pouhou silou myšlenek. Leč vzápětí upadá do hlubokého kómatu. Následně je posádka Nebukadnesaru vyzvednuta vznášedlem Hammerem (či také Mjolnir). Jeho kapitán Roland vysvětluje, že úderný tým několika vznášedel měl šanci stroje značně oslabit, nicméně kdosi aktivoval nálože příliš brzy a stroje všechny povraždily. Dodává, že ve vracích nalezli jen jediného přeživšího – Banea...
Příběh pokračuje ve filmu Matrix Revolutions.